# He Kexin
He Kexin, em chinês: 何可欣, (Pequim, 1 de Janeiro de 1992) é uma ex-ginasta chinesa que competiu em provas de ginástica artística.
He foi a campeã olímpica de 2008 das barras assimétricas, bem como a campeã por equipes.
Até o fim de 2008, Kexin, ao lado de Yilin Yang e Nastia Liukin, possuía uma das notas de partida mais altas dentre as competidoras das barras - 7,7, atrás somente da nota A da ginasta inglesa Beth Tweddle (7,8).

## Carreira
Kexin iniciou sua carreira treinando no Shichahai Escola de Esportes, em Pequim. Em 2006, a jovem de até então catorze anos, disputou os Jogos Interestaduais, vencendo nas assimétricas e despertando o interesse do treinador Yubin Huang. No ano seguinte, He já fazia parte da equipe nacional principal.
Em 2008, Kexin tornou-se titular da equipe nacional sênior participando da Copa do Mundo, em Doha. Nesta competição, a ginasta quebrou o recorde de maior nota nas paralelas assimétricas - com a marca de 16,800 -, superando a nota da norte-americana Liukin, de 16,650, e conquistando a medalha de ouro no aparelho. Mais tarde, em maio, novos recordes no mesmo aparato foram quebrados, na Copa do Mundo de Taijin.
Ainda este ano, Kexin He fez parte da equipe chinesa que disputou os Jogos Olímpicos de 2008 em Pequim. Conquistou duas medalhas, ambas de ouro: uma por equipes e outra nas barras assimétricas. Na disputa do aparelho, o COI precisou utilizar de seu critério de desempate, o que deu à Kexin a medalha de ouro e a norte-americana Nastia Liukin, a medalha de prata.
Antes mesmo dos Jogos Olímpicos se iniciarem, uma dúvida inquietou a ginástica artística, envolvendo a jovem Kexin e suas companheiras de equipe: a idade limite. Muitos achavam que as ginastas não tinham a idade mínima para o evento, que é de dezesseis anos. Contudo, diante de toda a regular documentação das jovens ginastas, tudo se esclareceu. Com isso, não só He, mas toda a equipe feminina, pôde manter suas medalhas conquistadas. No final do ano, a atleta participou da Final da Copa do Mundo de Madri, na Espanha, na qual, ao superar sua compatriota Jiang Yuyuan, conquistou o ouro em sua especialidade, as paralelas assimétricas.
No início de 2009, a ginasta representou seu país na Copa do Japão, na qual conquistou a medalha de ouro por equipes, a frente da Rússia e da nação anfitriã. No evento seguinte, os Jogos Nacionais Chineses, Kexin foi medalhista de bronze por equipes e ouro nas paralelas assimétricas. Em meados de outubro, estreando em mundiais, tornou-se campeã das barras assimétricas, no Campeonato de Londres, ao totalizar 16,000 pontos, mais de um ponto a frente da segunda colocada, Koko Tsurumi. Abrindo o calendário de 2010, participou da etapa de Paris da Copa do Mundo. Nela, qualificada para sua especialidade, fora campeã do aparelho, ao somar 16,075 pontos. A britânica Elizabeth Tweddle e a francesa Youna Dufournet, completaram a pódio do evento, com a prata e o bronze, respectivamente.

## Principais resultados
| Ano  | Evento                                    | AA | Equipe            | Salto sobre o cavalo | Trave | Barras assimétricas | Solo |
| ---- | ----------------------------------------- | -- | ----------------- | -------------------- | ----- | ------------------- | ---- |
| 2008 | Copa do Mundo – Doha                      |    |                   |                      |       | Medalha de ouro     |      |
| 2008 | Copa do Mundo – Cottbus                   |    |                   |                      |       | Medalha de ouro     |      |
| 2008 | Final da Copa do Mundo                    |    |                   |                      |       | Medalha de ouro     |      |
| 2008 | Jogos Olímpicos                           |    | Medalha de ouro   |                      |       | Medalha de ouro     |      |
| 2009 | Copa do Japão                             |    | Medalha de ouro   |                      |       |                     |      |
| 2009 | Jogos Nacionais Chineses                  |    | Medalha de bronze |                      |       | Medalha de ouro     |      |
| 2009 | Campeonato Mundial de Ginástica Artística |    |                   |                      |       | Medalha de ouro     |      |
| 2010 | Copa do Mundo – Paris                     |    |                   |                      |       | Medalha de ouro     |      |
| 2010 | Campeonato Mundial de Ginástica Artística |    | Medalha de bronze |                      |       | 7º                  |      |
| 2010 | Jogos Asiáticos                           |    | Medalha de ouro   |                      |       | Medalha de ouro     |      |
| 2011 | Campeonato Mundial de Ginástica Artística |    | Medalha de bronze |                      |       |                     |      |
| 2012 | Jogos Olímpicos                           |    | 4°                |                      |       | Medalha de prata    |      |